# جمعه‌لی‌قزق
جمعه‌لی‌قزق (انگلیسی: Cumalıkızık) روستایی تاریخی است در منطقه ییلدیریم استان بورسا در ترکیه.